# Хектор (Минесота)
Хектор (енгл. Hector) град је у америчкој савезној држави Минесота.

## Демографија
По попису из 2010. године број становника је 1.151, што је 15 (-1,3%) становника мање него 2000. године.
| Група             | 2000.         | 2010.         |
| Белци             | 1.103 (94,6%) | 1.075 (93,4%) |
| Афроамериканци    | 0 (0,0%)      | 0 (0,0%)      |
| Азијати           | 0 (0,0%)      | 7 (0,6%)      |
| Хиспаноамериканци | 61 (5,2%)     | 66 (5,7%)     |
| Укупно            | 1.166         | 1.151         |